# 沙拉真鲨
沙拉真鲨（学名：Carcharhinus sorrah），俗名沙條，为軟骨魚綱真鯊目真鲨科真鲨属的其中一種。

## 分布
本魚分布于印度西太平洋區，包括東非、紅海、亞丁灣、印度、斯里蘭卡、孟加拉灣、泰國、越南、柬埔寨、菲律賓、印度尼西亚以及中國、台湾东北部、日本、新幾內亞、斐濟等海域。该物种的模式产地在爪哇。

## 深度
水深0至140公尺。

## 特徵
本魚體呈紡錘型，身軀粗大而向頭、尾漸細小。尾基上下各有一凹窪。吻向前窄小，前緣鈍尖。牙寬扁，三角形，邊緣具細鋸齒，齒頭外斜，外緣有一凹缺。體背和上側面灰褐色；下側面和腹部白色。第一背鰭和尾鰭邊緣黑色；第二背鰭上部，尾部下葉前部下端，胸鰭後端各具一黑色斑塊；臀鰭和腹鰭前部下端暗褐色。體長160公分。

## 生態
本魚棲息於大陸棚與島嶼礁區，在白天期間在海底活動與晚上則接近水表面處，肉食性，以魚類、頭足類動物與甲殼動物等為食。胎生，一胎可產2至6尾幼鯊。另外生性凶猛，牙齒銳利，防咬傷。雌魚在兩到三年內達到性成熟，最長壽命為七年，而雄魚則可達五年。

## 經濟利用
食用魚，紅燒或製成魚丸、沙魚煙，鰭可做成魚翅。

## 扩展阅读
維基物種上的相關：沙拉真鲨